# سیارک ۴۸۶۳۱
سیارک ۴۸۶۳۱ (به انگلیسی: 48631 Hasantufan، نامگذاری:1995SK29)۴۸۶۳۱مین سیارک کشف شده‌است که در ۲۶ سپتامبر ۱۹۹۵ کشف شد.